# 10 MY ME
⑩ MY ME(주 마이 미)는 2010년 3월 17일에 발매된 모닝구무스메의 열 번째 정규 앨범이다.

## 개요
- 39th ~ 41st 싱글 곡 3곡은 쿠스미 코하루가 재적해 있을 때의 노래이다.

- M3은 2010년 3월 19일부터 도쿄후생연금회관에서 시작된 "모닝구무스메 콘서트 투어 2010 봄 ~피카피카!~" 콘서트 타이틀로 기용되었다.

- 앨범 오리지널 8곡 중의 3곡은, 기수별로 편성되어 있다. 더불어 솔로 곡은 없으며 멤버 전원이 부르는 곡이 전작보다 늘었다.

- 통상반(초회사양)은 포토 카드 1종 봉입. 초회한정반 DVD는 16:9 비율로 (약 40분) 수록되어 있다.
  - 여자가 눈에 띄는 게 왜 안 돼? (각 멤버 Solo Ver.)
  - 여자가 눈에 띄는 게 왜 안 돼? (모베키마스! Live Ver.)
  - 2010년 1월 9일에 나카노 썬 플라자에서 열린 "Hello! Project 2010 WINTER 가초풍월~모베키마스!"에 수록
  - 앨범 자켓 촬영 메이킹

## 수록곡
1. Moonlight night ~月夜の晩だよ~
작사, 작곡 : 층쿠 / 편곡 : 다나카 나오
2. 気まぐれプリンセス
작사, 작곡 : 층쿠 / 편곡 : 오쿠보 카오루
3. 元気ピカッピカッ!
작사, 작곡 : 층쿠 / 편곡 : 오쿠보 카오루
4. 涙ッチ
작사, 작곡 : 층쿠 / 편곡 : 에가미 고타로
5. 女が目立って なぜイケナイ
작사, 작곡 : 층쿠 / 편곡 : 스즈키Daichi히데유키
6. 大きい瞳 (노래 : 카메이 에리, 미치시게 사유미, 다나카 레이나)
작사, 작곡 : 층쿠 / 편곡 : 히라타 쇼이치로
7. あの日に戻りたい (노래 : 다카하시 아이, 니이가키 리사)
작사, 작곡 : 층쿠 / 편곡 : 오쿠보 카오루
8. なんちゃって恋愛
작사, 작곡 : 층쿠 / 편곡 : 오쿠보 카오루
9. 大阪 美味いねん (노래 : 미쓰이 아이카, 쥰쥰, 링링)
작사, 작곡 : 층쿠 / 편곡 : 다나카 나오
10. Loving you forever
작사, 작곡 : 층쿠 / 편곡 : 스즈키 슌스케
11. しょうがない 夢追い人
작사, 작곡 : 층쿠 / 편곡 : 히라타 쇼이치로
12. 雨の降らない星では愛せないだろう?(중국어Ver.)
작사 : 층쿠, 정소인 (중국어) / 작곡 : 층쿠 / 편곡 : 유아사 고이치

## 참가 뮤지션
※괄호는 트랙 번호
- 다나카 나오 - 프로그래밍 (1, 9)
- 가마다 고지 - E.기타 (1, 3, 4, 5, 6, 9, 12), 기타 (2, 11), A.기타 (5)
- 다카하시 아이 - 코러스 (1, 2, 3, 4, 5, 7, 8, 10, 11)
- 층쿠♂ - 코러스 (1)
- 오쿠보 카오루 - 키보드, 프로그래밍 (2, 3, 7, 8), 프로그래밍 (12)
- 대가 무로야 스트링스 - 스트링스 (2, 7), 바이올린 (3)
- 카메이 에리 - 코러스 (3, 5, 6, 10)
- 에가미 고타로 - 프로그래밍 (4)
- 스즈키Daichi히데유키 - 프로그래밍, 기타 (5)
- 다카오 도시유키 - 드럼 (5)
- 클러셔 기무라 - 바이올린 (5)
- 히라타 쇼이치로 - 프로그래밍 (6, 11)
- 니이가키 리사 - 코러스 (7)
- 오치아이 데쓰야 - 스트링스 (8)
- 링링 - 코러스 (9)
- 스즈키 슌스케 - 프로그래밍, 기타 (10)
- CHINO - 코러스 (10)
- 마나베 유 스트링스 - 스트링스 (10)
- 미치시게 사유미 - 코러스 (11)
- 유아사 고이치 - 프로그래밍 (12)
- 다카하시 유이치 - A.기타 (12)
- 모닝구무스메 - 코러스 (12)

## 차트
- 주간최고순위 9위 (오리콘 차트)